# Lere Sig
Lere Sig er området beliggende øst for Hobrovej/rute 180 overfor Leregård mellem Svenstrup og Aalborg. 
Oprindelig et sumpet vådområde med engdrag på ca. 35 ha med afløb via Guldbækken. 
I 1534 var området særdeles sumpet og nærmest uigennemtrængeligt for de tungt udrustede adelige ryttere under Slaget ved Svenstrup under Grevens Fejde. 
I forbindelse med dræningsarbejde omkring 1910 blev det lavtliggende område stort set udtørret.
|  | Denne artikel om lokaliteten Lere Sig kan blive bedre, hvis der indsættes et (bedre) billede. Du kan hjælpe ved at afsøge Wikimedia Commons for et passende billede eller lægge et op på Wikimedia Commons med en af de tilladte licenser og indsætte det i artiklen. |

56°59′28″N 09°51′35″Ø / 56.99111°N 9.85972°Ø